# In taberna

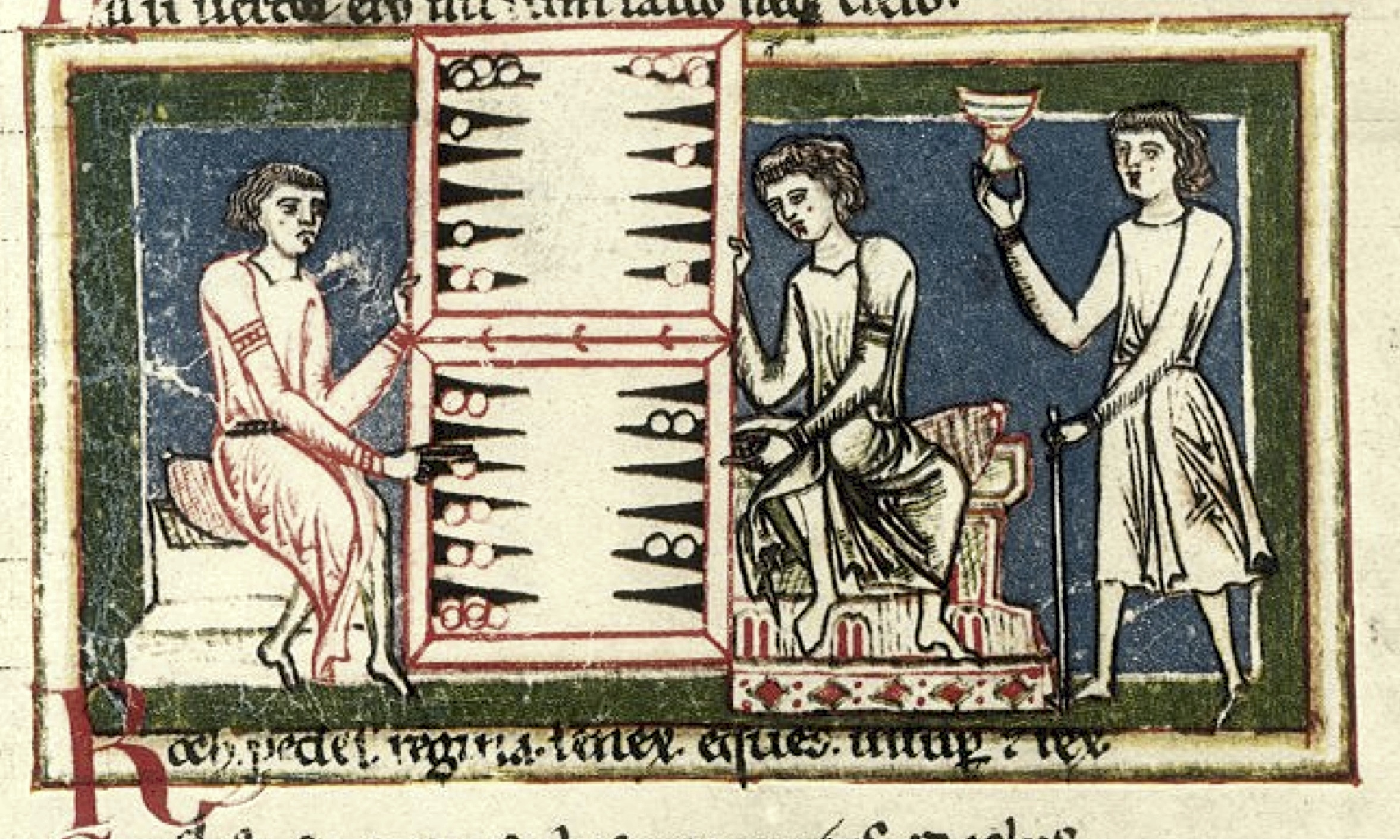
Joc i vi. Ludus duodecim scriptorum, semblant al cackgammon

In taberna quando sumus és un poema goliard escrit en llatí medieval a començament del segle xiii, que forma part del recull Carmina Burana.

## Origen
Carmina Burana (pronunciat /kármina/) és el títol llatí d'un recull de cants dels segles XII i XIII, que s'han preservat en un únic còdex, trobat el 1803 per Johann Christoph von Aretin, historiador, bibliotecari i advocat alemany, a l'Abadia de Bura Sancti Benedicti (Abadia de Benediktbeuern), a Baviera, Alemanya; i que, en el transcurs de la secularització o desamortització, arribà a la Biblioteca Estatal de Baviera de Múnic. Johann Andreas Schmeller, germanista alemany, fou qui donà el títol Carmina Burana al grup de manuscrits el 1847, i el jurista alemany Michel Hofmann, director dels Arxius Estatals de Würzburg, ajudà Carl Orff a triar-ne vint-i-quatre cançons. És amb aquesta cantata quan adquireix rellevància mundial del 1937 ençà. I In taberna quando sumus, amb O Fortuna en són dues de les composicions més conegudes.

## Estructura
Aquest poema d'art menor, segurament escrit en el segle xii, està compost per octosíl·labs amb rima consonant, estructurats en set estrofes de dos quartets apariats. Al seu torn, les sis primeres estrofes s'agrupen de dues en dues, i deixen els dos quartets apariats finals, a manera d'eixida o tancament.

### Introducció
La primera estrofa és una captatio benevolentiae, amb què l'autor se situa en primera persona en el lloc de l'acció, la taverna, i demana atenció a l'audiència usant una argumentació circular: que si ha de parlar, que siga escoltat. El goliard s'inclou entre els freqüentadors de la taverna i encurioseix l'audiència dient que explicarà el que allí succeeix, que és digne de saber-se. Tot seguit descriu les tres activitats que es fan a la taverna: beure, apostar i activitats llicencioses. I els tres resultats que òbviament se'n poden obtenir: enriquir-se, morir o acabar plomat; gràcies, però, al vi ningú no hi té por de la mort.

### Part central
El gruix del poema comença amb una llarga enumeració de les persones per les quals es brinda i beu, i s'hi barregen tota mena de gent i condició; en la segona part, aquesta relació és una relació de contraris, amb l'ús de l'anàfora. Si bé la hilaritat de la segona part es deu als contrastos i perquè generalitzant fa l'efecte que tothom beu, en l'enumeració inicial l'humor ve donat perquè és impossible brindar i beure, per molt bons que en siguen els motius, fins a quinze vegades sense acabar completament borratxo; a més, però, és que aquesta enumeració es pot entendre com a lineal, i també com a exponencial, algunes traduccions ho fan com el primer brindis, el segon brindis, etc., i unes altres com: brindem tres vegades, brindem quatre vegades, brindem cinc vegades, etc., i n'hi altres traduccions que aconsegueixen mantenir-ne l'ambigüitat.
| In taverna quando sumus en Llatí | Traducció |
| --- | --- |
| (...)Bibit hera, bibit herus Bibit miles, bibit clerus bibit ille, bibit illa Bibit servus cum ancilla Bibit velox, bibit piger Bibit albus, bibit niger Bibit constans, bibit vagus Bibit rudis, bibit magus Bibit pauper et egrotus Bibit exul et ignotus Bibit puer, bibit canus Bibit presul et decanus Bibit soror, bibit frater Bibit anus, bibit mater Bibit ista, bibit ille Bibunt centum, bibunt mille(...) | Beu la senyora, beu el senyor, beu el soldat, beu el rector, beu l'home, beu la dona, beu el serf i la minyona, beu el ràpid, beu el lent, beu el blanc, beu el negre, beu el perseverant, beu el dropo, beu l'ignorant, beu el savi. Beu el pobre i el desemparat, beu el desterrat i el desconegut, beu el xic, beu l'ancià, beu el president i el degà, beu la germana, beu el germà, beu el vell, beu la mare, beu aquest, beu aquell, beuen cents, beuen milers. |

### Tancament
El poema, després d'una última confessió a com de ràpidament se'n va el diner per molt que sia per a qui beu sense fre, per molt alegrement que es faça, tanca amb una amenaça enginyosa apel·lant les sagrades escriptures una mica blasfema: s'usa una referencia bíblica dient que els qui jutgen (als qui beuen, als qui freqüenten les tavernes) no seran pas entre els justos perquè l'últim vers «et cum iustis non scribantur» és un eco del salm 68, 29 de la Vulgata, que diu: «deleantur de libro viventium et cum iustis non scribantur»: «Que siguen esborrats del llibre de la vida i no siguen pas inscrits amb els justos».

## Lletra de Carl Orff
In taberna quando sumus,

non curamus quid sit humus,

sed ad ludum properamus,

cui semper insudamus.

Quid agatur in taberna

ubi nummus est pincerna,

hoc est opus ut queratur,

si quid loquar, audiatur.

Quidam ludunt, quidam bibunt,

quidam indiscrete vivunt.

Sed in ludo qui morantur,

ex his quidam denudantur

quidam ibi vestiuntur,

quidam saccis induuntur.

Ibi nullus timet mortem

sed pro Baccho mittunt sortem:

Primo pro nummata vini,

ex hac bibunt libertini;

semel bibunt pro captivis,

post hec bibunt ter pro vivis,

quater pro Christianis cunctis

quinquies pro fidelibus defunctis,

sexies pro sororibus vanis,

septies pro militibus silvanis.

Octies pro fratribus perversis,

nonies pro monachis dispersis,

decies pro navigantibus

undecies pro discordantibus,

duodecies pro penitentibus,

tredecies pro iter agentibus.

Tam pro papa quam pro rege

bibunt omnes sine lege.

Bibit hera, bibit herus,

bibit miles, bibit clerus,

bibit ille, bibit illa,

bibit servus cum ancilla,

bibit velox, bibit piger,

bibit albus, bibit niger,

bibit constans, bibit vagus,

bibit rudis, bibit magus.

Bibit pauper et egrotus,

bibit exul et ignotus,

bibit puer, bibit canus,

bibit presul et decanus,

bibit soror, bibit frater,

bibit anus, bibit mater,

bibit ista, bibit ille,

bibunt centum, bibunt mille.

Parum sexcente nummate

durant, cum immoderate

bibunt omnes sine meta.

Quamvis bibant mente leta,

sic nos rodunt omnes gentes

et sic erimus egentes.

Qui nos rodunt confundantur

et cum iustis non scribantur.

Io! (9×)